# EVOLTA

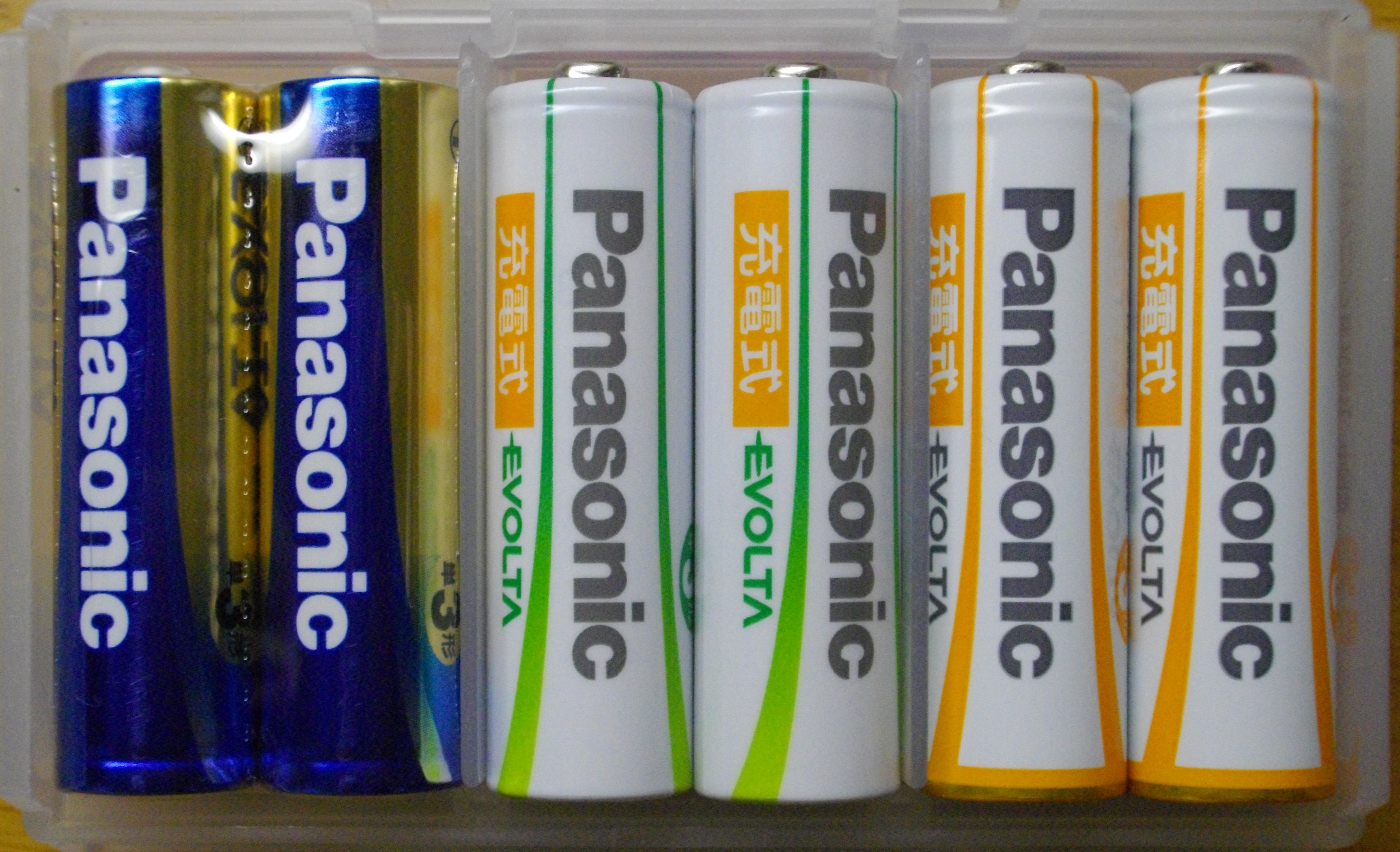
EVOLTA
左から乾電池、充電式、充電式e

EVOLTA（エボルタ）は、パナソニック（パナソニック エナジー社→パナソニック インダストリアルソリューションズ社）が発売しているアルカリ乾電池、および同社がかつて発売していた充電式ニッケル水素電池の上位製品に付けられているブランド名である。
2008年4月26日にアルカリ乾電池「EVOLTA」が発売され、同年10月1日に充電式ニッケル水素電池「充電式EVOLTA」が発売された。2010年4月20日にエントリーモデルの「充電式EVOLTA e」が発売された。2017年1月、持続時間・保存性・液漏れ防止に優れた「EVOLTA NEO（エボルタネオ）」を発売した。
「EVOLTA」の名は、「進化」を意味する「EVOLUTION」と、「電圧/みちあふれようとする力」を意味する 「VOLTAGE」から命名された。

## EVOLTA

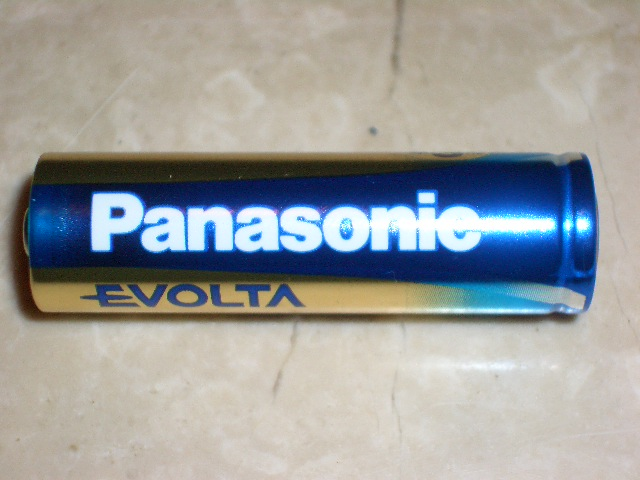
EVOLTA（乾電池）

2008年4月26日に、事実上のオキシライド乾電池の後継製品として発売されたアルカリ乾電池である。正極に二酸化マンガンMnO2・黒鉛Cと新開発のオキシ水酸化チタンを、負極に亜鉛Znを使用している。
電池の外装缶には新開発の「超薄型差厚缶」を使用し封口部の強度を上げ、またガスケットの構造と材料を改良し、強度を保ちつつ外装缶自体の体積を減らした。それにより発電に必要な材料の内容量を増やし、正・負極の材料も改良、材料を従来品と比べて高密度に充填することにより、発電の反応効率を上げることに成功している。
これらの改良により、世界No.1の長持ち性能と業界最長の使用推奨期限10年を実現した。また、「世界一長持ちする単3形アルカリ乾電池」として数々のギネス世界記録に認定されている。（2009年「乾電池を動力にし、遠隔操作されたモデルカーの最長走行距離」、2013年、1本の乾電池で「最も長いプラスチック製のおもちゃの電車レール」約5.6kmを走破、2018年「乾電池を動力にしたロボットが泳いだ世界最長距離」（後述のエボルタNEOによる記録）。）
パナソニックは公式サイトで通常のアルカリ乾電池と区別したり、EVOLTA専用の公式サイトも用意するなど、通常のアルカリ乾電池との差別化を図っている。ただし、分類上はアルカリ電池である。
なお、上記の改良により国際規格の範囲内で乾電池の外形寸法の変更を行った。このため、電池ケースの寸法との関係で電池が入りにくい場合や、電池のプラス極側が機器のプラス端子に届かないために機器が作動しない場合があるとして、パナソニックでは注意を呼びかけているほか、電池の製品名こそ明記されてはいないが同様のケースに関する注意喚起を行う機器メーカーも存在する。
EVOLTA登場による、ユーザーサイドでの変わった歓迎例としてはミニ四駆用ハイパワー電池としての使用例があったが、2011年2月現在はルール改定のため当てはまらなくなった。
2017年以降は後述する改良型のEVOLTA NEOが登場しているが、従来のEVOLTAも引き続き生産・出荷され、EVOLTA NEOと通常のアルカリ乾電池の中間モデルに位置付けられている。また2025年現在、日本国外ではEVOLTA NEOが展開されておらず、従来通りEVOLTAが最上位モデルである。

### オキシライド乾電池との比較
オキシライド乾電池は初期電圧が1.7Vと、アルカリ乾電池より高く、それの使用を想定していない機器では電子回路や電子部品に対する負担が大きくなり、過度の発熱や寿命が短くなる等の問題を生じる恐れがあった。EVOLTAは、普通のアルカリ乾電池と同じく初期電圧は1.6Vであり、前述の問題が起こることはない。
なお、EVOLTAの発売後、しばらくはオキシライド乾電池は併売されていたが、生産は大幅に縮小され、2009年に生産と販売が終了された。EVOLTA登場後の新しい乾電池として、2011年10月に単3形・単4形のリチウム乾電池（単3形:FR6SJ、単4形:FR03SJ）が発売された。デジタルカメラやストロボなど大電流を必要とする機器でアルカリ乾電池を上回るハイパワーと長寿命化を実現するとともに、アルカリ電池に比べて使用温度が幅広く、耐寒性もある為（-40℃〜60℃）保存性にも優れている。公称電圧はアルカリ乾電池などと同じ1.5Vであるが、初期電圧は1.8Vと、オキシライド乾電池よりもさらに0.1V高いため、オキシライド乾電池と同様の注意事項がパッケージに書かれている。

## 充電式EVOLTA/充電式EVOLTA e

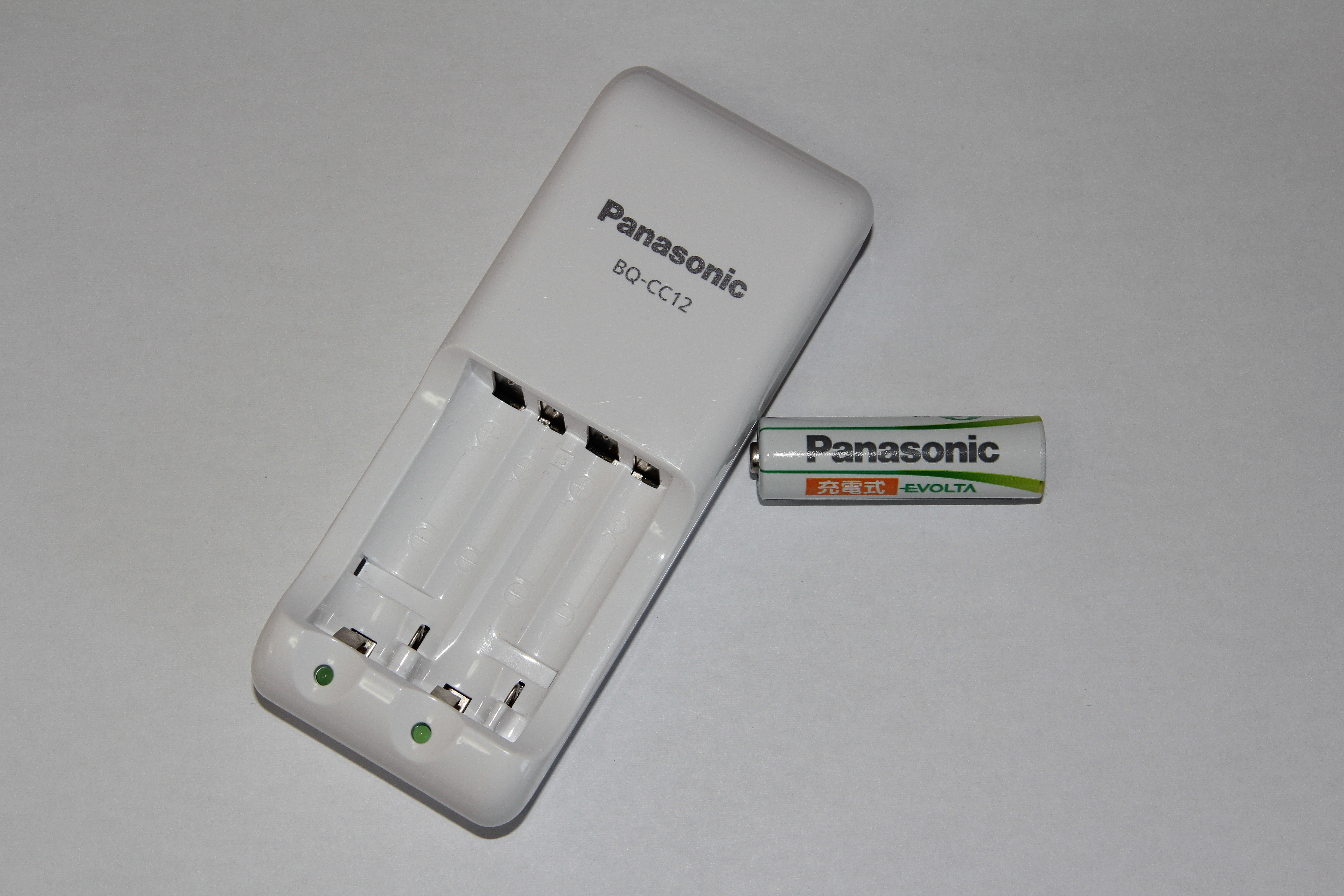
充電式EVOLTA(HHR-3MWS)と急速充電器(BQ-CC12)

2008年10月1日に発売。なお、発売当日に社名変更しているが、社名変更前に出荷した製品は松下電器産業株式会社・松下電池工業株式会社（充電器セットは松下電器産業のみ）と旧社名で記載される。電池の材料・構造・工法を融合させた新技術により、従来品の充電式ニッケル水素電池ECO（HHR-3MPS）より繰り返し回数が約1,000回→約1,200回と20%向上し、新開発の「水素吸蔵合金」やEVOLTAと同じ「超薄型差厚缶」等を採用したことで使用回数を重ねても、1回あたりの使用時間が10%長くなった。生産国は中国。また、別売りのサイズ変換スペーサーを使用することで、単3電池を単1電池や単2電池として使用できる。
2010年4月20日に、充電池の普及拡大を目指し、パワーを低く抑えながら約1,500回繰り返し使えるエントリーモデル「充電式EVOLTA e」が発売された。
同年10月1日には「充電式EVOLTA」の第2世代モデル（HHR-3MVS/4MVS）が発売された。繰り返し回数が約1,200回→約1,600回、先に発売された充電式EVOLTA e（HHR-3LVS）よりも約1.8倍長持ち（いずれもメーカー発表値）と性能がさらに向上している。ただし、容量が第1世代「充電式EVOLTA」よりも僅かに減少している。(単3のみ。min.2000mAh→min.1950mAh)
2011年4月21日には、「充電式EVOLTA e」の第2世代モデル（HHR-3LWS/4LWS）を発売。「充電式EVOLTA」の第2世代モデルと同じく繰り返し回数を大幅アップし、約2,100回に向上。また、従来モデルでは設定されていなかった単4形が追加された。なお、外装パッケージにはオレンジボディの「エボルタ・ロボット」が描かれている。
2011年10月21日には「充電式EVOLTA」の第3世代モデル（HHR-3MWS/4MWS）が発売された。繰り返し回数が1,600回から1,800回へと上昇し、1年後の容量残存が従来の80%から85%と改善されている。また、放電性能も上昇させているとのこと。単3の容量は今回も減少しており、公称値がeneloop等と同じmin.1900mAhとなった。これによって、売りの一つが無くなったといえる。翌月の同年11月21日には『ONE PIECE』とコラボレーションし、外装・電池本体を専用デザインに変更した「ワンピースバージョン」4種類（単3形・2本入り包装のみ）が追加、さらに、2012年5月には好みや色で使い分けができるレインボーカラーを追加した。
三洋電機がパナソニック傘下となったことに伴い、同社が販売していた「eneloop」と競合する形となったため、三洋電機の製品が順次パナソニックブランドに変更されてからも、唯一SANYOブランドのまま販売が継続される形になっていたが、2013年4月26日にeneloopと共にモデルチェンジした。「充電式EVOLTA」は第4世代モデル（BK-3MLE/4MLE）、「充電式EVOLTA e」は第3世代モデル（BK-3LLB/4LLB）となる。「充電式EVOLTA」は「eneloop」との特長をより明確にするため、正極材料の組成最適化によって材料の利用率を向上させたことにより、繰り返し使用回数はそのままで定格容量を単3形はmin.50mAh、単4形はmin.30mAhそれぞれアップ（単3形:min.1950mAh、単4形:min.780mAh）。「充電式EVOLTA e」は繰り返し使用回数が約4,000回に大幅向上した。併せて、従来からの「充電式EVOLTA」にあたる「スタンダードモデル」に加え、単3形で定格容量min.2500mAhを実現した大容量タイプ「充電式 EVOLTA ハイエンドモデル（BK-3HLC/4HLC）」を新設し3タイプとなった。なおハイエンドモデルのみ日本国内で生産されている。また、充電器セット品に同梱される充電器は電池に合わせた充電制御により、三洋電機時代に発売されていた世代品を含むすべての「eneloop」と兼用で使用できるようになった。
2015年10月には「充電式EVOLTA ハイエンドモデル」が初めてモデルチェンジし、第2世代へ移行（BK-3HLD/4HLD）。定格容量を単3形はmin.50mAh、単4形はmin.20mAhそれぞれアップ（単3形：min.2550mAh、第4形：min.950mAh）した。
2018年9月に「充電式EVOLTA スタンダードモデル」のリニューアルと同時に、「充電式EVOLTA ハイエンドモデル」が「eneloop」のハイエンドモデルである「eneloop pro」に統合される形で廃止され、既存のお手軽モデル「充電式EVOLTA e」との2種類に整理された（反対にeneloop側はお手軽モデル「eneloop lite」が「充電式EVOLTA e」に統合され廃止）。
2019年3月にJISの改正に伴うくり返し回数の試験条件の見直し（充電のタイミングが約60%放電から100%放電に、流れる電気の量が2倍にそれぞれ変更）によってくり返し回数の表記が変更となり、「充電式EVOLTA スタンダードモデル」は約1,800回から約500回に、「充電式EVOLTA e」は単3形が約4,000回から約1,200回に、単4形が約3,000回から約1,000回となった。なお、電池性能そのものの変更はない。
2023年4月に「eneloop」のリニューアル（一度廃止されていた「eneloop lite」が「充電式EVOLTA e」を上回る容量にアップして復活）を行うにあたり、パナソニック製の充電式ニッケル水素電池（ブランド名が付いてない単1形・単2形を含む）のブランド名を「eneloop」に統一することとなり、「充電式EVOLTA」は生産終了となった。

## デザイン・包装
電池のデザインはオキシライド乾電池に採用された「グローバルデザイン」をほぼ踏襲しているが、若干変更部分がある。EVOLTAの配色は金と青であり、外見はオキシライド乾電池と類似しているが、充電式EVOLTA（第4世代はスタンダードモデル）は白地に緑のグラデーションライン、充電式EVOLTA eは白地にオレンジのライン、充電式EVOLTA（ハイエンドモデル）は白地に黒のラインを配しており、従来の充電式ニッケル水素電池の配色とは異なる。
EVOLTAの電池の包装にはパナソニックの他の乾電池と同様に「見わけるパック」を採用した。従来と同様、正極部分を「NEW」の文字が覆う形でラッピングされていて、1本ずつちぎれるという仕様になっている。これにより、電池を使用する際に包装を破った電池と、そうでない電池を一目で区別できる。なお単1・単2形4本以上、および単3・単4形8本以上の「お買い得（集合包装）パック」、2021年10月に発売された単3・単4形「エコ紙包装4本パック」には「NEW」マークが描かれていない（使いたい分だけ1本ずつちぎれる仕組みは採用）。
また、発売当初、ぶら下げ型パッケージ（充電式EVOLTAの電池単品を含む）には、乾電池製品の「見分けるパック」以外の部分のすべてに紙素材を採用していた（包装のほとんどを紙素材としている為、プラスチックシートを熱形成したブリスターパックとは厳密には異なる。パナソニック製品情報のページには「ブリスター包装」と記載されていた）。2009年秋にパッケージ変更を行い、他のパナソニック製アルカリ乾電池やニッケル水素電池のぶら下げ型パッケージ（カバー部にプラスチックを使用）と同一の包装に変更。2023年3月からは9V角形の2本入とEVOLTAの単3形・単4形の2本パックの2BN品番を除く全てのぶら下げ型パッケージが「エシカルパッケージ」と呼ばれる撥水加工が施された紙素材へ順次切り替わった。この「エシカルパッケージ」では外装を袋状にしたことで「見分けるパック」として使用されていたシュリンクフィルムが無くなり、全て紙素材として廃棄可能となった。
使用推奨期限が2035年4月以降（2025年5月以降製造）の「EVOLTA NEO」シリーズは・外装およびパッケージの「EVOLTA NEO」ロゴが新しくなり、電池本体に再生材を15％用いることで環境負荷低減に貢献。従来型デザイン製品は今後「在庫品限りで販売終了」となり、順次新デザインへ置き換わる予定。
充電式エボルタの第1世代では、負極側の被覆に表面加工の違うエリアがあった（単3・単4共）。電池を複数セット持っている時に、混用や未使用（充電済）と使用済を避ける目的でマークをつける目的で設けられていたが、第2世代以降やエボルタeではこのエリアは削除されている。
普及モデルのアルカリ乾電池（通称「金パナ」）も、使用推奨期限が2030年4月以降（2020年4月以降製造）の製品は「EVOLTA NEO」と同一の外装デザイン&ブリスター包装へとリニューアルされている（+極の周囲に「+」マークを描いて極性をわかりやすくし、本体にも「液漏れ防止製法」を採用し入れ間違いなどによる液漏れを防ぐ工夫が施された5代目デザイン。ただし「極性を間違えたり、異なるブランド・異なるメーカー・異なる種類の電池、未使用と既使用の電池をそれぞれ混ぜて装填する。電池外装チューブを故意に剥がす」など誤使用した場合は液漏れのおそれがある。使用推奨期限が2030年3月以前の4代目旧デザイン製品は在庫品限りで販売終了となり、今後生産・出荷される金パナは順次5代目新デザインへ移行）。
現代は「アルカリ乾電池の低価格化」・「充電式電池の普及」・「（消費電力が多く多機能のため）アルカリ乾電池使用を義務づける機器の増加」によりマンガン乾電池の需要が減少傾向にあり、パナソニック黒マンガン乾電池「長持ちNEO」はラインナップを大幅縮小（赤マンガン・ブリスターパック・10本以上の「お買い得パック」・単4形2本パック・単5形は販売終了となり、マンガン現行モデルはシュリンク包装の「単1・単2形各2本パックおよび単3・単4形各4本パック」と「単1・単2形各4本および単3形8本のお買い得パック」のみ）。マンガン乾電池の国内生産は2008年限りで終了しており、アルカリ乾電池・充電式電池・ボタン電池のみを販売する店舗も急増している(ただし上位モデルの「EVOLTA NEO」・「EVOLTA」は全ての店舗で販売されているとは限らず、普及モデルの「アルカリ金パナ」のみを販売するパナソニックショップ・文具店・スーパーマーケットなども多い)。また原材料価格や製造コスト高騰などのため・2022年10月以降出荷分よりパナソニック製品の出荷価格改定が実施されており、仕入れ代金上昇に伴い販売価格が値上げされている（仕入れ代金は輸送コストに左右されるため、店頭販売価格は店舗・地域により異なる）。なおパナソニックショップの中には「集合梱包された4本・6本・8本・10本・12本・20本・30本・40本の『お買い得パック』は外側シュリンク包装を解き、通常の2本および4本パックとして販売」する店舗もある。

## ラインアップ
現在の製品

### EVOLTA（アルカリ乾電池）
使用推奨期限は特に表記がされていないものについては製造日より10年。
- 単1形
  - ブリスター包装 - LR20EJ/2B（2本入）
  - シュリンク包装 - LR20EJ/2SE（2本入）、LR20EJ/4SW（4本入）、LR20EJ/6SW（6本入）
- 単2形
  - ブリスター包装 - LR14EJ/2B（2本入）
  - シュリンク包装 - LR14EJ/2SE（2本入）、LR14EJ/4SW（4本入）、LR14EJ/6SW（6本入）
- 単3形
  - ブリスター包装 - LR6EJ/2B（2本入）、LR6EJ/2BN（2本入）、LR6EJ/4B（4本入）
  - シュリンク包装 - LR6EJ/2S（2本入）、LR6EJ/4SE（4本入）、LR6EJ/8SW（8本入）、LR6EJ/12SW（12本入）、LR6EJ/20SW（20本入）
- 単4形
  - ブリスター包装 - LR03EJ/2B（2本入）、LR03EJ/2BN（2本入）、LR03EJ/4B（4本入）
  - シュリンク包装 - LR03EJ/2S（2本入）、LR03EJ/4SE（4本入）、LR03EJ/8SW（8本入）、LR03EJ/12SW（12本入）、LR03EJ/20SW（20本入）
- 9V角形（使用推奨期限: 製造日より3年）
  - ブリスター包装 - 6LR61EJ/1B（1個入）、6LR61EJ/2B（2個入）
  - シュリンク包装 - 6LR61EJ/1S（1個入）

#### EVOLTA NEO

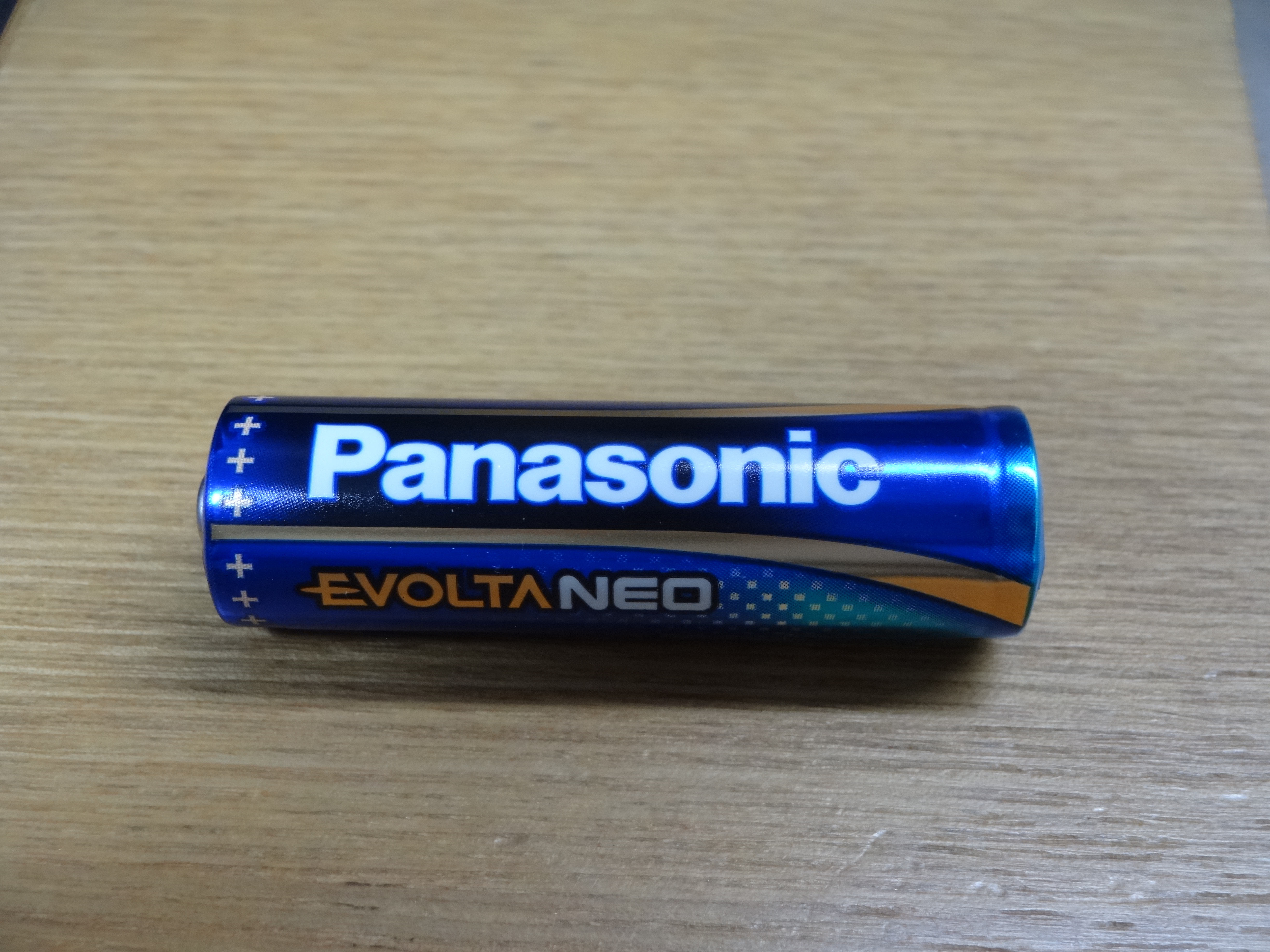
EVOLTA NEOの前面　　　　　　　　　　　　　　　　　　　　　無印のEVOLTAよりも青色の部分が多い

EVOLTAを改良し持続性・保存性・液もれ防止性を向上させた上位モデル。2020年東京五輪ロゴが描かれたモデルも限定販売（単3・単4形のみ）。+極の周囲に「+」マークを描き・かつ+極と-極とで異なる色を描くことで極性が一目でわかるようにし、入れ間違いによる液漏れを未然に防ぐ工夫が施されている。使用推奨期限は特記がないものについては製造日より10年。
- 単1形

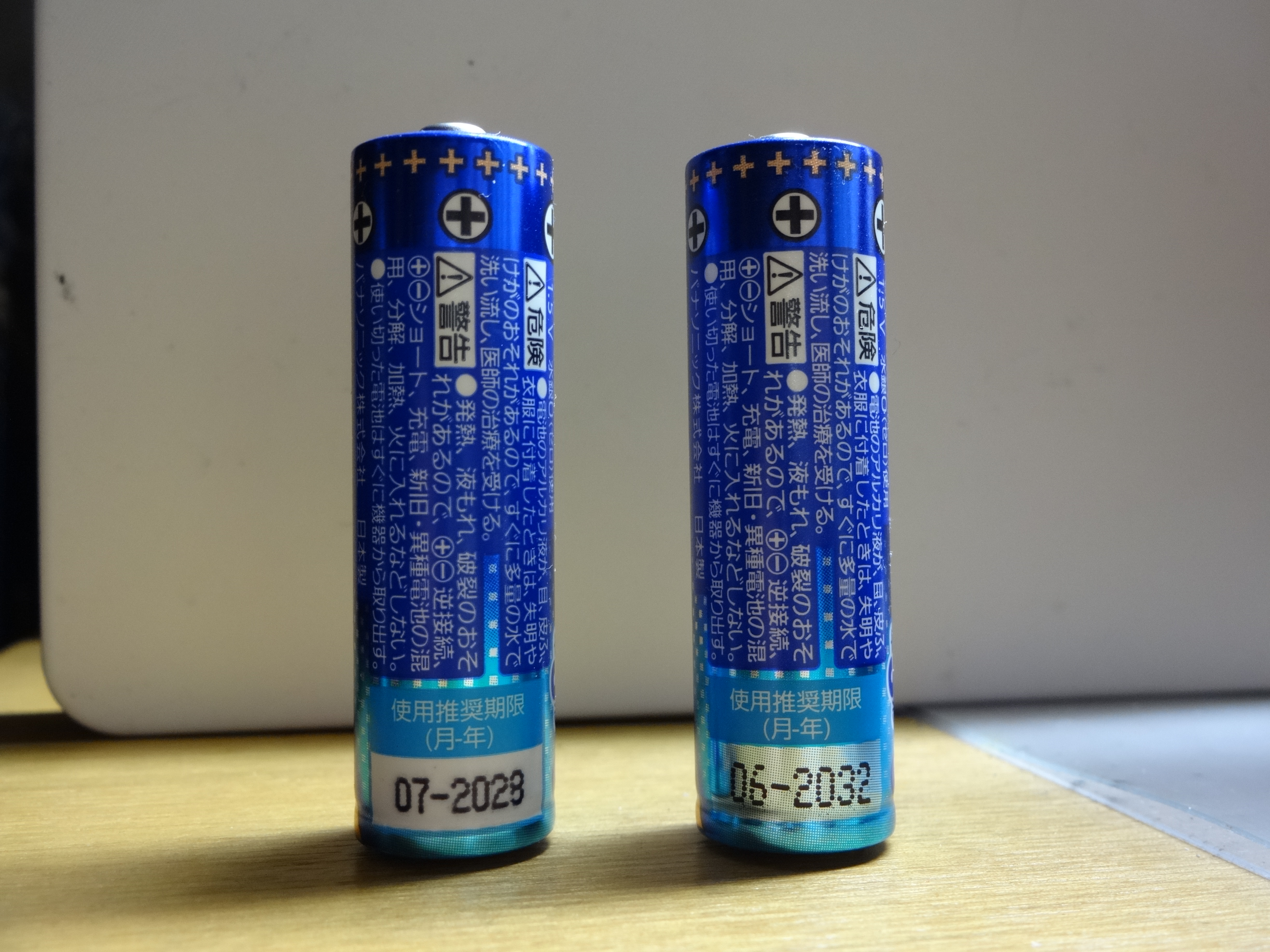
製造時期によって細かく異なるところがある　　　　　　　　　　　　　　　　（使用推奨期限の所の色など)

  - ブリスター包装 - LR20NJ/2B（2本入）
  - シュリンク包装 - LR20NJ/2SE（2本入）、LR20NJ/4SW（4本入）、LR20NJ/6SW（6本入）
- 単2形
  - ブリスター包装 - LR14NJ/2B（2本入）
  - シュリンク包装 - LR14NJ/2SE（2本入）、LR14NJ/4SW（4本入）、LR14NJ/6SW（6本入）製造時期によって細かく異なるところがある　　　　　　　　　　　　　　　　（使用推奨期限の所の色など)
- 単3形
  - ブリスター包装 - LR6NJ/2B（2本入）、LR6NJ/4B（4本入）
  - シュリンク包装 - LR6NJ/2S（2本入）、LR6NJ/4SE（4本入）、LR6NJ/8SW（8本入）、LR6NJ/12SW（12本入）、LR6NJ/20SW（20本入）、LR6NJ/30SH（30本入）
- 単4形
  - ブリスター包装 - LR03NJ/2B（2本入）、LR03NJ/4B（4本入）
  - シュリンク包装 - LR03NJ/2S（2本入）、LR03NJ/4SE（4本入）、LR03NJ/8SW（8本入）、LR03NJ/12SW（12本入）、LR03NJ/20SW（20本入）

過去の製品

### 充電式EVOLTA/充電式EVOLTA eシリーズ（ニッケル水素電池）

#### 電池単体
「充電式EVOLTA スタンダードモデル」は同時期にリニューアルされた「eneloop」・「eneloop pro」の電池単品と同じ仕様の電池ケースが新たに同梱された。

##### 充電式EVOLTA 第1世代品(RS品番)
- 電池単体
  - 充電式EVOLTA 単3形 - HHR-3MRS/2B（2本入）、3MRS/4B（4本入）、3MRS/8B（8本入）
  - 充電式EVOLTA 単4形 - HHR-4MRS/2B（2本入）、4MRS/4B（4本入）、4MRS/6B（6本入）
- 充電器セット
  - K-KJQ24M32R（単3形2本付）、KJQ24M34R（単3形4本付）、KJQ24M42R（単4形2本付） - 最大2本まで充電できる急速充電器（BQ-324）とのセット品。
  - K-KJQ21M32R（単3形2本付）、KJQ21M42R（単4形2本付） - 最大2本まで充電できるスタイリッシュタイプの急速充電器（BQ-321）とのセット品。
  - K-KJQ96M32R - 単3形充電式エボルタ2本と2way電源（AC/DC）対応の急速充電器（BQ-396）のセット。
  - K-KJQ91M34R - 単3形充電式エボルタ4本と電池診断機能付急速充電器（BQ-391）のセット。
  - K-KJQ02M40W - 単3型充電式エボルタ4本と海外電圧対応充電器（BQ-CC02）のセット。
  - K-KJQ21S22A - 充電式エボルタ（単3形2本・単4形2本）、急速充電器（BQ-321）、サイズ変換スペーサー（単1サイズ2個・単2サイズ2個）をワンパッケージにしたスターターセット。
  - K-KJQ02S22B - 充電式エボルタ（単3型4本・単4型2本）、海外電圧対応充電器（BQ-CC02）、サイズ変換スペーサー（単1サイズ2個・単2サイズ2個）をワンパッケージにしたファミリーセット。

##### 充電式EVOLTA 第2世代品/充電式EVOLTA e 第1世代品(VS品番)
- 電池単体
  - 充電式EVOLTA 単3形 - HHR-3MVS/2B（2本入）、3MVS/4B（4本入）、3MVS/8B（8本入）
  - 充電式EVOLTA 単4形 - HHR-4MVS/2B（2本入）、4MVS/4B（4本入）、4MVS/6B（6本入）
  - 充電式EVOLTA e 単3形 - HHR-3LVS/2B（2本入）、3LVS/4B（4本入）
- 充電器セット
  - K-KJQ08M40V（単3形4本付）、KJQ08M04V（単4形4本付） - 最大4本まで充電できる電池クイック診断機能付・海外電圧対応急速充電器（BQ-CC08）のセット。
  - K-KJQ24M20V（単3形2本付）、KJQ24M40V（単3形4本付）、KJQ24M02V（単4形2本付） - 最大2本まで充電できる急速充電器 (BQ-324) とのセット品。
  - K-KJQ02M40V - 単3形充電式EVOLTA4本と海外電圧対応充電器（BQ-CC02）のセット。
  - K-KJQ02S42V - 充電式EVOLTA（単3形4本・単4形2本）、海外電圧対応充電器（BQ-CC02）、サイズ変換スペーサー（単1サイズ2個・単2サイズ2個）をワンパッケージにしたファミリーセット。
  - BK-KJQ05L20（単3形2本付） - 単3形充電式EVOLTA e2本と海外電圧対応コンパクト充電器（BQ-CC05）のセット。

##### 充電式EVOLTA 第3世代品/充電式EVOLTA e 第2世代品(WS品番)
- 電池単体
  - 充電式EVOLTA 単3形 - HHR-3MWS/2B（2本入）、3MWS/4B（4本入）、3MWS/8B（8本入）、3MKS/8B（8本入、レインボーカラーバージョン）
    - 充電式EVOLTA 単3形 ワンピースバージョン - 3MCA/2B（2本入、ルフィ・シリアスバージョン）、3MCB/2B（2本入、チョッパー・シリアスバージョン）、3MCC/2B（2本入、ルフィ・ジョイフルバージョン）、3MCD/2B（2本入、チョッパー・ジョイフルバージョン）、

  - 充電式EVOLTA 単4形 - HHR-4MWS/2B（2本入り）、4MWS/4B（4本入り）、4MWS/6B（6本入り）、4MKS/6B（6本入り、レインボーカラーバージョン）
  - 充電式EVOLTA e 単3形 - HHR-3LWS/2B（2本入り）、3LWS/4B（4本入り）
  - 充電式EVOLTA e 単4形 - HHR-4LWS/2B（2本入り）、4LWS/4B（4本入り）

- 充電器セット

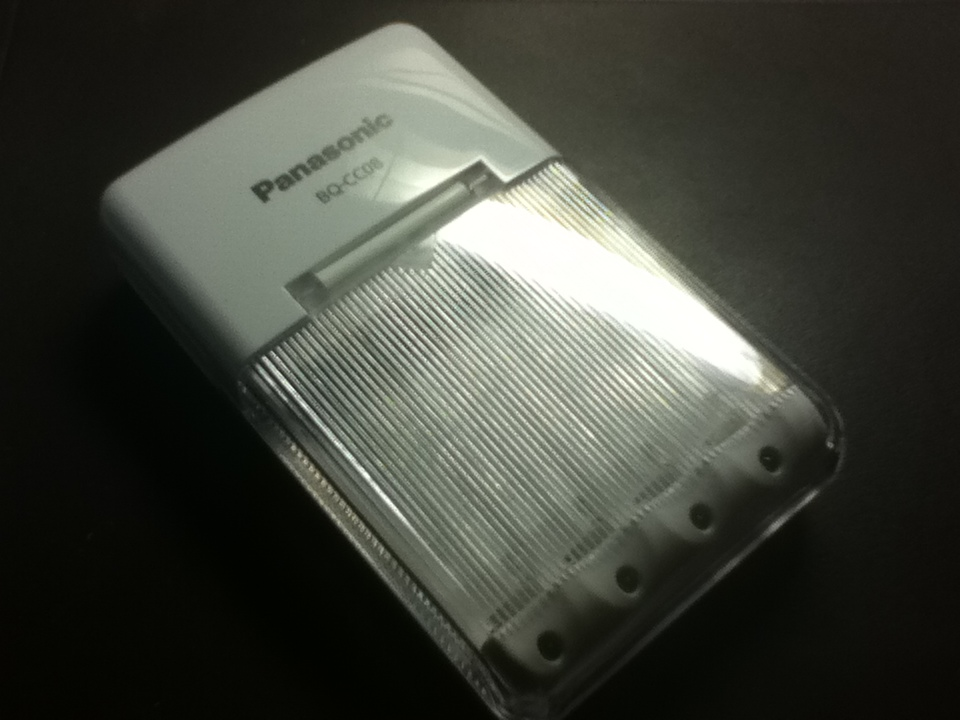
単3・単4型ニッケル水素電池専用急速充電器 BQ-CC08
この充電器は単品の設定がある

  - K-KJQ08M40K（単3形4本付）、KJQ08M04K（単4形4本付） - 最大4本まで充電可能な電池クイック診断機能付・海外電圧対応急速充電器（BQ-CC08）のセット（レインボーカラーバージョン）。
  - K-KJQ12M20W（単3形2本付）、KJQ12M02W（単4形2本付） - 最大2本まで充電可能な電池クイック診断機能付急速充電器（BQ-CC12）のセット。
  - K-KJQ08M40W（単3形4本付）、KJQ08M04W（単4形4本付） - 最大4本まで充電可能な電池クイック診断機能付・海外電圧対応急速充電器（BQ-CC08）のセット。
  - K-KJQ20M20W - 単3形充電式EVOLTA2本と海外電圧対応エボルタ君充電器のセット。
  - K-KJQ02M40W2 - 単3形充電式EVOLTA4本と海外電圧対応充電器（BQ-CC02）のセット。
  - K-KJQ02S42W - 充電式EVOLTA（単3形4本・単4形2本）、海外電圧対応充電器（BQ-CC02）、サイズ変換スペーサー（単1サイズ2個・単2サイズ2個）をワンパッケージにしたファミリーセット。
  - BK-KJQ10L20（単3形2本付）、KJQ10L02（単4形2本付） - 充電式EVOLTA eと海外電圧対応コンパクト充電器（BQ-CC10）とのセット。

##### 充電式EVOLTA 第4世代品/充電式EVOLTA ハイエンドモデル 第1世代品/充電式EVOLTA e 第3世代品(MLE/HLC/LLB品番)
- 電池単体
  - 充電式EVOLTA スタンダードモデル 単3形 - BK-3MLE/2B（2本入）、3MLE/2BC（2本入・電池ケース付）、3MLE/4B（4本入）、3MLE/4BC（4本入・電池ケース付）、3MLE/8B（8本入）、3MLE/8HC（8本入・保管ケース付）、3MLE/12B（12本入）
  - 充電式EVOLTA スタンダードモデル 単4形 - BK-4MLE/2B（2本入）、4MLE/4B（4本入）、4MLE/8B（8本入）、4MLE/8HC（8本入・保管ケース付）
  - 充電式EVOLTA ハイエンドモデル 単3形 - BK-3HLC/2B（2本入）、3HLC/4B（4本入）
  - 充電式EVOLTA ハイエンドモデル 単4形 - BK-4HLC/2B（2本入）、4HLC/4B（4本入）
  - 充電式EVOLTA e お手軽モデル 単3形 - BK-3LLB/2B（2本入）、3LLB/4B（4本入）
  - 充電式EVOLTA e お手軽モデル 単4形 - BK-4LLB/2B（2本入）、4LLB/4B（4本入）
- 充電器セット
  - K-KJ11MLE40 - 充電式EVOLTA スタンダードモデル単3形4本と最大4本まで充電可能で、待機電力ゼロモード、スマートチャージ機能、クイック自動診断機能、独立充電LED表示を搭載した海外対応エコナビ急速充電器（BQ-CC11）をセットした製品。
  - K-KJ21MLE40（単3形4本付）、KJ21MLE04（単4形4本付） - 充電式EVOLTA スタンダードモデルと最大4本まで充電可能で、スマートチャージ機能、クイック自動診断機能、独立充電LED表示を搭載した海外対応急速充電器（BQ-CC21）をセットした製品。
  - K-KJ22MLE40 - 充電式EVOLTA スタンダードモデル単3形4本と最大4本（単3形の場合、単4形は最大2本）まで充電可能で、スマートチャージ機能と充電LED表示を搭載した海外対応充電器（BQ-CC22）をセットした製品。なお、BQ-CC22は電池・充電器セット品のみの設定であった。
  - K-KJ22MLE42S - K-KJ22MLE40のセット内容に、単4形充電式EVOLTA スタンダードモデル2本、単3形充電式電池用 サイズ変換スペーサー（単1サイズ(BQ-BS1)、単2サイズ(BQ-BS2)各2個）を追加したファミリーセット。
  - K-KJ23MLE20（単3形2本付）、KJ23MLE02（単4形2本付） - 充電式EVOLTA スタンダードモデルと最大2本まで充電可能で、スマートチャージ機能、クイック自動診断機能、独立充電LED表示を搭載した海外対応急速充電器（BQ-CC23）をセットした製品。
  - K-KJ53MLE40（単3形4本付）、KJ53MLE04（単4形4本付） - 充電式EVOLTA スタンダードモデルと最大4本まで充電可能で、スマートチャージ機能、クイック自動診断機能、独立充電LED表示を搭載した海外対応充電器（BQ-CC53）をセットした製品。なお、BQ-CC53は電池・充電器セット品のみの設定である（従来セットされていたBQ-CC22に比べて、充電時間が単3形(スタンダードモデル)・2本時で約30分(約4時間→約3.5時間)、単4形(スタンダードモデル)・2本時で約1時間(約3時間→約2時間)早くなり、クイック自動診断機能を新搭載。また、充電LED表示が4個に増えて独立表示型となり、単4形も最大4本まで充電可能となった）。
  - K-KJ53MLE44 - 充電式EVOLTA スタンダードモデルの単3形・単4形各4本ずつに、最大4本まで充電可能で、スマートチャージ機能、クイック自動診断機能、独立充電LED表示を搭載した海外対応充電器（BQ-CC53）をセットした製品。後述のK-KJ22MLE42Sから単3形充電式電池用 サイズ変換スペーサーを無くす代わりに、単4形充電池を4本に増量し、エネループ ファミリーセット（K-KJ53MCC42S）と異なるセット内容となった。
  - K-KJ55MLE40（単3形4本付）、KJ55MLE04（単4形4本付） - 充電式EVOLTA スタンダードモデルと最大4本まで充電可能で、残量チェック機能、買い替え目安診断機能、スマートチャージ機能、独立充電LED表示を搭載した海外対応急速充電器（BQ-CC55）をセットした製品（従来セットされていたBQ-CC21に比べて単3形(スタンダードモデル)・2本時の充電時間が約30分早く(約2時間→約1.5時間)なり、残量チェック機能と買い替え目安診断機能を搭載）。
  - K-KJ57MLE40 - 充電式EVOLTA スタンダードモデルと最大4本まで充電可能で、残量チェック機能、買い替え目安診断機能、スマートチャージ機能、クイック自動診断機能、独立充電LED表示に加え、モバイルバッテリー（単3形4本装填時のみ使用可能）やACアダプターとしても使用できるUSB出力ポート（DC5V/1A）を搭載した海外対応急速充電器（BQ-CC57）をセットした製品。
  - K-KJ61MLE40 - 充電式EVOLTA スタンダードモデルと最大4本まで充電可能なUSB入力充電器（BQ-CC61）をセットした製品。USBケーブル（USB-A - USB-microB）同梱。別売りのUSB出力ACアダプターとの接続も可能。
  - K-KJ83MLE40（単3形4本付）、KJ83MLE04（単4形4本付）- 充電式EVOLTA スタンダードモデルと最大4本まで充電可能で、スマートチャージ機能や独立充電LED表示を搭載した海外対応充電器（BQ-CC83）をセットした製品（従来セットされていたBQ-CC53の機能に、センサーによって電池の状態を判別・制御するセンシング充電機能が追加）。
  - K-KJ85MLE40（単3形4本付）、KJ85MLE04（単4形4本付） - 充電式EVOLTA スタンダードモデルと最大4本まで充電可能で、残量チェック機能、買い替え目安診断機能、スマートチャージ機能、独立充電LED表示（3カラーLEDスライドインジケーター）を搭載した海外対応急速充電器（BQ-CC85）をセットした製品（従来セットされていたBQ-CC55の機能に、センサーによって電池の状態を判別・制御するセンシング充電機能が追加）。
  - K-KJ21HLC40 - 充電式EVOLTA ハイエンドモデル単3形4本と最大4本まで充電可能で、スマートチャージ機能、クイック自動診断機能、独立充電LED表示を搭載した海外対応急速充電器（BQ-CC21）をセットした製品。充電器はハイエンドモデルの電池・充電器セット品限定カラーのブラックとなる。
  - K-KJ24LLB20（単3形2本付）、KJ24LLB02（単4形2本付） - 充電式EVOLTA eと最大2本まで充電可能で、保護タイマーの動作状態を表示する充電LED表示を搭載した充電器（BQ-CC24）をセットした製品。なお、BQ-CC24は電池・充電器セット品のみの設定であった。
  - K-KJ52LLB20（単3形2本付）、KJ52LLB02（単4形2本付） - 充電式EVOLTA eと最大2本まで充電でき、保護タイマーの動作状態を表示する充電LED表示を搭載した充電器（BQ-CC52）をセットした製品（従来セットされていたBQ-CC24に比べて充電時間が約1時間早くなり(約7時間→約6時間)、充電LED表示が1個から2個に増えて個別表示化される）。なお、BQ-CC52は電池・充電器セット品のみの設定であったが、生産終了に伴い、2023年4月に充電器単品が新たに発売された。

##### 充電式EVOLTA ハイエンドモデル 第2世代品(HLD品番)
- 電池単体
  - 充電式EVOLTA ハイエンドモデル 単3形 - BK-3HLD/2B（2本入）、3HLD/4B（4本入）
  - 充電式EVOLTA ハイエンドモデル 単4形 - BK-4HLD/2B（2本入）、4HLD/4B（4本入）
- 充電器セット
  - K-KJ55HLD40 - 充電式EVOLTA ハイエンドモデルと、最大4本まで充電でき、残量チェック機能、買い替え目安診断機能、スマートチャージ機能、独立充電LED表示を搭載した海外対応急速充電器（BQ-CC55）をセットした製品。充電器はハイエンドモデルの電池・充電器セット品限定カラーのブラックとなる（従来セットされていたBQ-CC21に比べて単3形(ハイエンドモデル)・2本時の充電時間が約30分早く(約2.5時間→約2時間)なり、残量チェック機能と買い替え目安診断機能を搭載）。

##### サイズ変換スペーサー
- BQ-140/2B - 単3電池を単1電池として使用できるスペーサー。2個入り。
- BQ-141/2B - 単3電池を単2電池として使用できるスペーサー。2個入り。

## EVOLTAチャレンジ
EVOLTAの性能をアピールするためのキャンペーンを、2008年より毎年行っている。キャンペーンの模様は後日CMにまとめられて放送される。
エボルタ・ロボット
ロボットクリエイターの高橋智隆により作られた長持ち実証ロボット「エボルタ」を使用したキャンペーン。
スペック
- 生年月日 - 2008年1月15日
- 身長 - 17 cm（変形可）
  - ル・マン挑戦時 - 全長約30cm×幅約20cm×高さ約20cm
  - トライアスロン挑戦時（スイム） - 全長51cm（高さ26.5 cm×幅10cm）
  - トライアスロン挑戦時（バイク） - 全長23cm（高さ21cm×幅12cm）
  - トライアスロン挑戦時（ラン） - 全長25cm（高さ21.5 cm×幅10cm）
  - 年越しチャレンジ（ポスター型バーベル挙げメカ） - 縦約1m × 横約3m

- 速度 - 2–3 km/h（東海道挑戦時）
- 体重 - ?
- 好きな食べ物（エネルギー源） - EVOLTA

エボルタNEOくん
『フィヨルド1,000m登頂チャレンジ』より登場の、エボルタくんの弟となる長もち実証ロボット。
- 生年月日 - 2017年4月10日
- 身長 - 17cm（ただし必要に応じて変形可能）
- 体重（電池あり/なし） - 電池あり…169g、電池なし120g
- 幅 - 頭4cm、胴体3.5cm、両足底6cm
- 動力源 - 乾電池エボルタNEO（単3形2本）
- 素材 - プラスチック、チタン、カーボン

世界最長遠泳チャレンジ時
- ロボット身長 - 約17cm
- ボードサイズ - 長さ約35cm 幅約6cm
- 素材 - プラスチック、カーボン（エボルタNEOくん）・木（ボード）
- 動力 - 単3形エボルタNEO 2本
- 方向制御 - 赤外線誘導方式
- 防水ベアリングなど、各種防水機構搭載

世界最長遠泳チャレンジへの旅
- 全長 - 26cm
- 全幅 - 10cm
- 全高 - 21.5cm
- 重量 - 523g
- 単3形エボルタNEO 3本使用

2019年トライアスロン時
- スイムロボット
  - 重さ - 150g / 長さ（身長） - 17cm / 幅（肩幅） - 7cm

- バイクロボット
  - 重さ - 291g / 長さ - 22cm / 高さ - 20cm / 幅 - 12cm

- ランロボット
  - 重さ - 440g / 長さ - 25cm / 高さ - 22cm / 幅 - 10cm

### グランドキャニオンに挑戦
2008年5月20日 - 24日に2本のみの単3乾電池エネルギーによるグランドキャニオン断崖をロープで登る登頂に挑戦し、6回目の挑戦で高さ530.4mを所要時間6時間46分31秒で登頂に成功している。

### ル・マン24時間に挑戦
2009年8月5日10時 - 6日11時15分に、ル・マン24時間レースにて使用されるフランスの「ブガッティ・サーキット」で単3乾電池2本のみの動力による24時間耐久走行に成功。「乾電池を動力にし、遠隔操作された車両型ロボットの最長走行距離（The longest distance covered by a battery-operatedremote-controlledmodel car）」として、ギネス世界記録に認定されている。マシンは予備も含め2機用意され、DCモーター2基に赤外線追尾方式による自立走行となっている。

### EVOLTA 東海道五十三次
東京・日本橋から京都・三条大橋までの旧東海道の約500kmの公道を大八車牽引型エボルタが走りきるといったチャレンジ。走行は日中のみで、充電式エボルタ（計12本）の充電は1日1回とし、1日一次以上の走行がルールとなっている。エボルタを誘導するのは、長女・リカ、次女・ミサ、三女・アヅサ、四女・VITA（ビータ）の4人の仮面姉妹「エボルタシスターズ」（正体未公開）。2010年9月23日8時に日本橋出発、同年11月22日15時33分に三条大橋到着。翌23日20時頃に、「五十四次目」と称しTHE イナズマ戦隊のライブに出演。エボルタシスターズは素顔を公開し、Ustreamでの最終中継を終えた。
2010年10月6日の「小田原〜箱根宿チャレンジ」ではゴール前3kmでマシントラブルにより中止。ルールにより翌日は中断場所から再開となったが、プロジェクトの目標の一つとして1日で箱根の坂をクリアさせたいという思いがあり、通常のチャレンジとは別に2010年10月12日に「箱根リベンジ」として再挑戦を成功させている。
テーマソング『We,Challengers』
作詞 - Cameron Strother / 作曲・アレンジ - 白石良明 / 歌 - THE イナズマ戦隊

### EVOLTA トライアスロン
ハワイ島でスイム3.8 km・バイク180.2 km・ラン42.2kmの総距離約230kmに及ぶアイアンマン®トライアスロンコースにチャレンジ。動力源は充電式エボルタ3本（交換禁止）で、3種類のロボットを使い1週間（168時間）以内でのゴールを目差した。リポーターはケーシー・カミングス。エボルタロボットはスイム機は新開発、バイク機はル・マン時の改良型、ラン機は東海道時の改良型。
2011年10月23日12時にカイルア湾よりスタートし、10月29日のチャレンジ7日目に166時間56分で完走した。

### EVOLTA 長もち年越しチャレンジ
2012年12月23日12時から2013年1月6日12時までの14日間、ポスター型エボルタでノンストップでバーベル挙げにチャレンジ。使用電池は単1形6本を取替えなし、持ち上げ重量は約1.4kgで腕部分が上下に可動、止まった時点でチャレンジ終了となる。チャレンジの模様はUSTREAMで中継され、バーベル挙げ回数を予想するキャンペーンも行われた。チャレンジは成功し、14日間で142,460回持ち上げている。

### EVOLTA×プラレール 世界最長レール走破チャレンジ
2013年12月14日、閉校を直前に迎えた東京都北区立滝野川第七小学校でプラレールを使いギネス記録に挑むチャレンジ。単3形1本で秋田新幹線E6系スーパーこまちのプラレールが全長5.60844 km（レール26,667本）を走破し「Longest plastic train track」ギネス世界記録を達成した。全校児童41名が参加。応援企画として応援プラレール募集も行われ、使用されたレールは東北地方の団体や幼児・児童施設等に寄贈された。
2014年4月にはこの模様を放送したCMが第43回フジサンケイグループ広告大賞グランプリを獲得している。

### 廃線1日復活チャレンジ
2014年11月2日、秋田県の小坂製錬小坂線（2009年廃止）の廃線跡を特製の乾電池列車で走ろうというチャレンジ。特殊強化ダンボール等を使用したオリジナル電車を製作し、廃線となった線路も地域住民も参加し整備が行われ実施された。単1形99本を動力源とした総重量約1トン（定員10名）の列車を使用し、雪沢温泉駅から御成町踏切手前までの走行距離約8.5kmを無事完走した。
- エボルタ電車
  - 幅160cm / 高さ220cm / 長さ410cm / 本体重量約400kg / 1両編成
  - 素材 - 鉄、アルミ、特殊強化ダンボール
  - 動力源 - 単1形電池エボルタ99本
  - 定員 - 10名

### 世界最長距離鉄道走行チャレンジ
2015年11月3日、由利高原鉄道鳥海山ろく線の前郷 - 矢島間の往復22.615kmの距離を特製の乾電池列車で走破してギネス記録に挑むというチャレンジ。埼玉県立川越工業高等学校電気科の｢電車班｣の生徒達が車体と走行装置を製作し、デザイン科の生徒達が同線を走行するYR-1500形を元にした車両デザインをベニヤ板で製作して、校内でオリジナル電車を合同で製作した。その後、同線に陸送され夜間の試験走行と最終調整を行い、11月3日の走行イベント開催時では、同線の午後の2往復の列車を全線運休としてバス代行運転を実施した上で、前郷 - 矢島間で走行が実施され、12時30分に前郷駅を出発して終点の矢島駅で折り返した後、矢島駅を出発して前郷駅に到着して無事完走した。
2015年11月3日に“Longest distance traveled by a vehicle on a railway track powered by dry cell batteries”として認定。
- エボルタ電車
  - 幅150cm / 高さ290cm / 長さ410cm / 本体重量約1100kg / 1両編成
  - 素材 - 鉄、木材など
  - 動力源 - 単1形電池エボルタ600本
  - 総重量 - 人を乗せて約2000kg

エボルタ電池鉄道ラッピング車両
ギネス記録にちなみ、由利高原鉄道では2016年3月30日より、YR-2000形YR-2002号車にチャレンジ使用車両を再現したラッピングを施して運行している。

### 世界最長距離 有人飛行チャレンジ
一次電池を使用する有人の電動固定翼機でギネス記録に挑むチャレンジ。
2016年11月6日 に、びわ湖の彦根港から琵琶湖大橋まで最大34kmの湖上で、離陸から着水まで飛行経路総距離
チャレンジは『東海大学チャレンジセンター ライトパワープロジェクト 人力飛行機チーム TUMPA』によるもので設計から製作、塗装、フライトまでを手掛けた。6時37分12秒に最も難しいとされる離陸に成功した。しかし、飛行から6分が経過した後に主翼が突風などの影響で変形して失速し、6時43分26秒に飛行距離3,531mで途中着水となり記録達成にはならなかった。パイロットを務めた学生は胸骨骨折の怪我を負っている。『今回のチャレンジは終了だが、何らかの形で再チャレンジしたい』としていて、現地で立ち会ったギネス公式認定員も『諦めずに再チャレンジしてほしい』とコメントしていたものの、その後の動向については2024年2月時点で明らかにされていない。
- 有人電動飛行機（低翼機）
  - 使用電池 - 乾電池エボルタ単3形640本
  - 全幅×全長 - 27m×7.1m
  - 総重量 - 約130kg
  - 巡航飛行速度 - 約35km/h

### エボルタNEOフィヨルド1,000m登頂チャレンジ
2017年7月7、8日にノルウェーリーセフィヨルド シェーラグ山で、エボルタNEOくんが乾電池エボルタNEO単三形2本を動力源に地上約1,000mのロープ登頂をチャレンジした。テストは2017年6月20日に大分県九重"夢"大吊橋で行われた。ライブ中継を実施するため追跡撮影システムやドローンも随伴する。1日目はゴール残り僅かの所でストップし失敗、翌日の2日目の再チャレンジで登頂に成功する。

### エボルタNEO 世界最長遠泳チャレンジ
2018年11月10日に広島県宮島口から嚴島神社大鳥居までの約2.5kmを泳ぐ世界最長遠泳チャレンジ。1度目はトラブルがあったが、再チャレンジで無事ゴール、最終結果は距離3.002km、所要時間3時間22分34秒となり、「乾電池を動力にしたロボットが泳いだ世界最長距離」としてのギネス世界記録に認定された。
世界最長遠泳チャレンジへの旅
メインのチャレンジに先立ち、2018年9月25日から11月8日まで大阪府守口市の乾電池工場から広島県宮島口まで約400kmを旅するチャレンジが行われた。

### エボルタNEO トライアスロン
2019年8月7日にお台場海浜公園周辺地域で、単3形乾電池エボルタNEO2本のみでトライアスロン競技のスイム（距離150m）・バイク（総距離4km）・ラン（総距離1km）の総距離5.15kmを1時間45分01秒以内で完走する挑戦。結果は1時間26分40秒で完走した。

### エボルタNEO 1,111ｍクライミングチャレンジ
2021年11月7日にエボルタ史上最長の登頂記録を目指すチャレンジ。登るロープには応援メッセージが表示。記録1,115.8mの世界記録に成功。時間は11時間50分53秒。

### エボルタNEOチャレンジツリープロジェクト
2022年11月24日から12月26日まで、RAYARD MIYASHITA PARK South 2Fに設置された約6mのエボルタNEOチャレンジツリー（クリスマスツリー）のイルミネーションを約1ヶ月間（33日間、夜間中断せず）連続点灯するチャレンジ。使用電池は単1形500本、LED電飾数は10,000個。成功し記録は連続点灯33日間（32日9時間40分）となった。
期間中には今年チャレンジしたことを募集する、WEBコンテンツ『みんなで育てるチャレンジツリー』と会場に設置したマイクで届ける『声で届けようチャレンジツリー』企画も実施。投稿数は合計19,372件に及んだ。